# Sergio Fiorentino
Sergio Fiorentino (Napoli, 22 dicembre 1927 – Napoli, 22 agosto 1998) è stato un pianista e didatta italiano.

## Biografia
Studiò al Conservatorio di San Pietro a Majella con Luigi Finizio, ma si formò soprattutto nell'ascolto in concerto di Edwin Fischer, Alfred Cortot, Walter Gieseking, Sergej Rachmaninov.
A 20 anni, nel 1947 vince un concorso pianistico a Monza, la cui giuria è presieduta da Arturo Benedetti Michelangeli. Vuole una leggenda che lo stesso Michelangeli, in seguito, dirà di lui: «È il solo altro pianista».
Segue poi i corsi di perfezionamento di Carlo Zecchi, allievo a sua volta di Ferruccio Busoni, e nel 1953 debutta alla Carnegie Hall di New York: la critica lo paragona a Sergej Rachmaninov. L'anno successivo Fiorentino è vittima di un incidente aereo che ne segnerà la carriera e la vita; a seguito di un atterraggio d'emergenza, il musicista è uno dei pochi sopravvissuti, ma riporta uno schiacciamento vertebrale.
Nel periodo immediatamente successivo intensifica l'attività concertistica riscuotendo grandi successi a Londra, ancora a New York dove lo stesso Vladimir Horowitz rimase molto impressionato, e registrando moltissimo materiale, rimasto in gran parte inedito. Ma i dolori alla schiena aumentano sempre più ed esce dal circuito dei concerti, dedicandosi anima e corpo all'insegnamento al Conservatorio di Napoli (dove ha come allievo pianista Giuseppe Andaloro) e continuando l'attività concertistica quasi solo in Italia, spesso anche in città secondarie.
Dopo molto tempo, nel 1991 tornò a suonare a Santa Cecilia a Roma e subito dopo in Germania per una serie di concerti, con programmi tutti diversi, che misero in evidenza che non aveva perso la padronanza tecnica e musicale. Tornò negli Stati Uniti, e fu messo sotto contratto da agenzie di primo piano, riprendendo, così, sia l'attività concertistica a livello internazionale, sia la registrazione di dischi e la tenuta di corsi di perfezionamento.
Nel febbraio 1997, in Germania, Fiorentino suona cinque volte in una settimana il celeberrimo Concerto n. 3 per pianoforte e orchestra di Rachmaninov, ottenendo grandi consensi. Ha tenuto il suo ultimo concerto nell'estate 1998, presso il Festival JCE di Bertinoro. Mentre stava preparando una nuova tournée europea, fu colpito da infarto nella sua casa a Napoli.

## Carriera
Dopo un enorme successo sui palcoscenici di molti paesi europei e attraverso esibizioni a New York e in Sud America tra la fine degli anni Quaranta e l'inizio degli anni Cinquanta, una serie di eventi portò Fiorentino a ritirarsi dalla vita concertistica internazionale, dedicando la maggior parte del suo tempo all'insegnamento presso il Conservatorio "San Pietro a Majella" nella sua città natale e apparendo solo occasionalmente in concerto e alla radio in Italia. Nella parte finale della sua vita, tornò a interessarsi all'attività concertistica all'estero e alla realizzazione di nuove registrazioni in studio. Infatti, questa fase della sua carriera, iniziata in Germania nel 1992, lo portò negli Stati Uniti (Newport Music Festival, Boston, Providence, New York), in Germania, Francia e Taiwan. La sua improvvisa scomparsa gli impedì di onorare impegni già programmati in Austria, Francia, Germania, Paesi Bassi, Russia e Canada.
È quasi impossibile elencare nel dettaglio la quantità di opere che Sergio Fiorentino annoverava nel suo repertorio stabile. Durante la sua carriera e gli anni di insegnamento, accumulò una vasta lista di opere per pianoforte solo, concerti per pianoforte e musica da camera, senza contare le numerose opere orchestrali e ampie sezioni di opere liriche che era in grado di ricordare a memoria e trasporre al pianoforte.

## Repertorio
La sua facilità di apprendimento gli permetteva di avere in repertorio quasi tutta la letteratura pianistica maggiormente in voga all'epoca: tutto Chopin, tutto Rachmaninoff (eseguì nel 1987, a Napoli, l'integrale per pianoforte in sole quattro serate di seguito), quasi tutto Liszt (comprese opere semisconosciute, come la Fantasia su La campanella), Bach, tutto Beethoven, etc. Curò inoltre molte trascrizioni, soprattutto di opere di Bach, tra le quali spicca anche per l'eccellenza della sua esecuzione la trascrizione della Sonata per violino solo in sol minore BWV 1001.

## Discografia - CD
- 1995 – In Germany • 1993 Live Recordings (APR, 7036)
- 1996 – I - Scriabin - Rachmaninov - Prokofiev (APR, 5552)
- 1997 – II - Chopin - Schubert  (APR, 5553)
- 1997 – III - Scriabin - Rachmaninov  (APR, 5556)
- 1998 – IV - Bach (Vol.1) (APR, 5558)
- 1998 – V - Bach (Vol.2) (APR, 5559)
- 1999 – The Early Recordings Vol.1 (APR, 5581)
- 1999 – The Early Recordings Vol.2 (APR, 5582)
- 2000 – The Early Recordings Vol.3 (APR, 5583)
- 2001 – VI - Schumann (APR, 5560)
- 2001 – VII - Schubert (APR, 5561)
- 2001 – Piano Recitals 1962-1987 - Unreleased Broadcasts (Ermitage - Fabula Classica, FAB 29902-2)
- 2002 – The Early Recordings Vol.4 (APR, 5584)
- 2003 – Piano Concertos 1959-1972 - Unreleased Broadcasts (Ermitage - Fabula Classica, FAB 29908-2)
- 2004 – VIII - Liszt  (APR, 5562)
- 2004 – IX - Franck (APR, 5563)
- 2006 – The Early Recordings Vol.5 (APR, 5585)
- 2008 – The Early Recordings Vol.6 (APR, 5586)
- 2011 – Sergio Fiorentino - Volume 1 - The Berlin Recordings (Piano Classics, PCLM0033)
- 2012 – Sergio Fiorentino - Volume 2 - The Complete Liszt Recordings (Piano Classics, PCLM0041)
- 2012 – Live in Concert on Érard (Aldilà Records, AHCD003)
- 2014 – Sergio Fiorentino - Volume 3 - Rachmaninoff (Piano Classics, PCLD0065)
- 2016 – Sergio Fiorentino - Volume 4 - Early Recordings 1953/1966 (Piano Classics, PCLM0104)
- 2018 – Sergio Fiorentino Edition -1- complete Rachmaninoff live 1987 (Rhine Classics, RH-006)
- 2018 – Sergio Fiorentino Edition -2- live in Taiwan 1998 (Rhine Classics, RH-009)
- 2020 – Sergio Fiorentino Edition -3- live in USA 1996-97-98 (Rhine Classics, RH-015)
- 2022 – Sergio Fiorentino Edition -4- early live & unissued takes (Rhine Classics, RH-026)
- 2025 – Sergio Fiorentino Edition -5- the complete SAGA album collection (Rhine Classics, RH-033)
- 2025 – Sergio Fiorentino Legacy (Brilliant Classics, 97423)

## Podcasts
- 2005 – Piano Concertos 1959-1972. Unrelesased Broadcasts
- 2006 – Piano Recitals: Unreleased Broadcasts 1962-1987
- 2019 – Il pianista 2-4-2019 Sergio Fiorentino - Live in Taiwan
- 2020 – Ritratti 3-4-2020 Sergio Fiorentino - Rachmaninoff
- 2020 – Il pianista 22-12-2020 Sergio Fiorentino Live in USA
- 2025 – The Piano Maven with Jed Distler The Fiorentino Saga
- 2025 – Il pianista 26-2-2025 Sergio Fiorentino - Saga Collection / parte I
- 2025 – Il pianista 4-3-2025 Sergio Fiorentino - Saga Collection / parte II